# Ágnes Bánfai
Ágnes Bánfai (* 8. Juni 1947 in Budapest; † 20. August 2020 in Kismaros) war eine ungarische Kunstturnerin.

## Werdegang
Bánfai, die für den Budapesti Spartacus SC startete, gab ihr internationales Debüt bei den Olympischen Sommerspielen 1968 in Mexiko-Stadt. Nach einem 14. Platz in der Gesamt-Einzelwertung, erreichte sie mit der Mannschaft den fünften Gesamtrang. Zwei Jahre später startete sie bei den Turn-Weltmeisterschaften 1970 im jugoslawischen Ljubljana, bei denen sie mit der Mannschaft den sechsten von acht Plätzen in der Teamwertung erreichte. In der Mehrkampfwertung belegte sie einen geteilten 27. Platz. Bei den Turn-Weltmeisterschaften 1974 in Warna gelang ihr gemeinsam mit Mónika Császár, Krisztina Medveczky, Monika Nagy, Márta Egervári und Zsuzsa Matulai hinter den Teams aus der Sowjetunion und aus der DDR der Gewinn der Bronzemedaille in der Teamwertung. In der Mehrkampfwertung belegte sie mit Platz 31 nur eine Platzierung im hinteren Feld.
Nach dem Ende ihrer aktiven Sportlerlaufbahn arbeitete Bánfai als Trainerin an der Artistenschule Baross Imre Artistaképző Szakközépiskola in Budapest.
Bánfai war mit dem ungarischen Säbel-Fechter Tibor Pézsa verheiratet.